# Asphyxie posturale

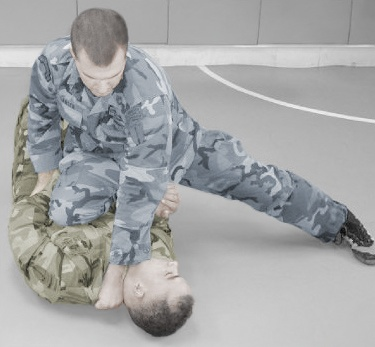
Le genou sur l'estomac comprime la poitrine, rendant difficile la respiration de la personne ainsi maintenue.

L'asphyxie posturale, également appelée asphyxie positionnelle , est une forme d'asphyxie qui se produit lorsqu'une personne est dans une position qui l'empêche de bien respirer. L'asphyxie posturale peut être un facteur dans le décès soudain de personnes qui décèdent à la suite de la contention exercée sur elles par des policiers, des gardiens de prison des militaires ou du personnel soignant. L'asphyxie posturale est également une cause courante de décès chez les nourrissons.
- L'asphyxie posturale est un danger inhérent à certaines techniques de contention physique.
- Des personnes peuvent mourir d'asphyxie posturale en se mettant elles-mêmes dans des positions qui les empêchent de respirer correctement et dont elles ne parviennent pas à s'échapper, soit à la suite d'un accident, soit dans le cadre de pratiques de contention volontaire mal maîtrisées (bondage)
- Les nourrissons dont la bouche ou le nez sont bouchés ou mis dans des positions où le thorax ne peut pleinement se déployer sont à risque de mourir d'asphyxie posturale.

## Immobilisation en décubitus ventral
La recherche a suggéré que le fait de restreindre une personne face contre terre est susceptible de causer une plus grande restriction de la respiration que de restreindre une personne visage face à soi. De nombreux cas de décès par asphyxie posturale ont été associés à l'immobilisation en décubitus ventral,. De nombreux membres des forces de l'ordre et du personnel de santé apprennent maintenant à ne pas immobiliser les gens face contre terre ou à ne le faire que pendant une très courte période de temps.
Plusieurs facteurs accroissent le risque de décès : le fait que l'immobilisation soit prolongée (surtout lorsque la personne se débat), l'obésité, des problèmes cardiaques ou respiratoires antérieurs et la consommation de drogues illicites telles que la cocaïne. D'autres facteurs liés à la manière dont le sujet est immobilisé peuvent également augmenter le risque de décès, par exemple le fait de s'agenouiller ou de placer du poids sur le sujet ainsi que tout type de contention autour du cou du sujet. Des recherches mesurant l’effet des positions de contrainte sur la fonction pulmonaire suggèrent que les techniques de contention qui impliquent de plier la personne ou de placer le poids de son corps sur elle ont davantage d'impact sur leur capacité respiratoire que la seule position face contre terre.

## Autres positions de contrainte
Le risque de décès par asphyxie posturale ne se limite pas à la contention face contre terre. Restreindre une personne en position assise peut également réduire sa capacité respiratoire si la personne est poussée vers l’avant et se retrouve avec la poitrine appuyée ou à proximité de ses genoux. Le risque de décès est plus élevé dans les cas où la personne contenue a un indice de masse corporelle (IMC) élevé et / ou un tour de taille large.

## Réanimation
La réanimation des personnes en arrêt cardiaque à la suite d'une contention s'est révélée difficile. Même dans des cas où le sujet était immédiatement pris en charge par des ambulanciers paramédicaux, la réanimation a pu échouer et le patient décéder. Un groupe de médecins a présenté une méthode de réanimation, corrigeant l'acidose dans le sang de la victime, qui s'est révélée efficace dans une étude à petite échelle. Cette approche semble être étayée par un autre rapport faisant état d'un cas unique de réanimation réussie.

## Débat sur l'asphyxie positionnelle
Il existe une certaine controverse parmi la communauté scientifique quant à l'ampleur de la diminution de la capacité respiratoire par des positions de contrainte. Certains sont d'avis que cet effet est limité dans la mesure où des études menées en laboratoire sur les effets de la contention sur la respiration et les niveaux d'oxygène n'ont mis en évidence qu'un faible impact. D'autres chercheurs soulignent que, dans la vie réelle, les décès surviennent après une résistance violente et prolongée , ce qui n'a pas été étudié dans des simulations de laboratoire.

## Asphyxie posturale due à un accident ou à une maladie
L'asphyxie posturale peut également survenir à la suite d'un accident ou d'une maladie. L'athlète olympique d'athlétisme Florence Griffith-Joyner est décédée d'asphyxie posturale lors d'une crise d’épilepsie. L'ex-joueur de baseball John Marzano est décédé d'asphyxie posturale à la suite d'une chute dans un escalier.